# Компьютерные игры в Китае
Индустрия компьютерных игр Китая занимает крупнейшую долю по объёму рынка компьютерных игр в мире, поэтому Китай назван «столицей мировой индустрии игр» и является местом, где были созданы крупнейшие компании, выпускающие компьютерные игры. Доходы Китая в этой отрасли составили около 25 млрд долларов в 2018 году.

## История

### До 1980-х
Китай не всегда занимал лидирующие позиции по компьютерным играм, он находился в процессе экономического восстановления в период, когда отрасль только зарождалась в 1970-х — 1980-х годах. После введения второго поколения домашних консолей в середине 1980-х годов возник новый чёрный рынок нелегально импортированных товаров и клонов компьютерных игр. Китайские пиратские игры оттеснили иностранные компании внутри страны, чтобы избежать высоких затрат на импорт. В целом, рост рынка компьютерных игр в Китае связан с расширением технологий и цифровой экономики.

### Начальный рост (1980—2000)
В 1970-х годах индустрия компьютерных игр зарождалась в Северной Америке, в это время Китай пережил крупную политическую и экономическую реформу после смерти Мао Цзэдуна в 1976 году. Технологически страна отставала от большей части остального мира с точки зрения СМИ. Частью реформы стала модернизация медиасистем, что помогло повысить экономическое благосостояние граждан. Таким образом, население Китая практически не было знакомо с игровыми автоматами и домашними консолями первого поколения, например, такими как Atari 2600.
Рынок компьютерных игр в Северной Америке обрушился в 1983 году, а Япония стала занимать доминирующие позиции на мировом рынке, вытеснив второе поколение консолей, таких как Nintendo’s Famicom. К этому моменту экономика Китая значительно улучшилась, и Япония начала продажу консолей в Китай.
Консольные системы пользовались повышенным спросом, но из-за высоких затрат на импорт это сделали лишь немногие иностранные компании. Это создало рынок клонов компьютерных игр в Китае — производство приставок и игр по значительно более низкой цене, чем импортная система, даже если это требовало сомнительного или незаконного нарушения авторских прав. В Китае свирепствовала открытая кража авторских прав («пиратство») из-за слабого контроля страны над интеллектуальной собственностью.
В 1990-е годы популярность консольных игр продолжала расти, это пристрастие вызывало обеспокоенность в средствах массовой информации, в это время даже появился термин «цифровой героин», который использовали в отношении компьютерных игр. Ещё до 1990-х годов в Китае считалось, что компьютерные игры оказывали негативное влияние на игроков, и это мнение только укрепилось за это десятилетие. Влияние на молодежь вызывало особую обеспокоенность, поскольку компьютерные игры, отвлекали их от школьных заданий, что негативно влияло на уровень их подготовки к поступлению в колледж. Эта ситуация была частично вызвана политикой Китая в отношении одного ребёнка: когда у детей без братьев и сестёр, у них нет большого выбора, чем заниматься дома. Аспект анти-зависимости также отговаривал иностранные компании от попыток проникнуть на китайский рынок.

### Запрет на китайскую консоль (2000—2004)
Обеспокоенность по поводу зависимости от компьютерных игр и негативного влияния на молодежь достигла пика в июне 2000 года. Государственный совет принял законопроект, который коснулся содержания компьютерных игр и правил работы интернет-кафе. Самым значительным аспектом этого законопроекта был запрет на производство, импорт и продажу консолей и игровых приставок. Однако этот запрет не распространялся на Sony PlayStation 2 в 2004 году и несколько консолей Nintendo, переименованных в рамках партнёрства iQue. Тем не менее, с учётом ограничений на импорт игр, эти консоли не завоевали популярность в Китае. В это же время интернет-кафе процветали, их количество выросло с 40 000 в 2000 году до более чем 110 000 к 2002 году.
Запрет на игровые автоматы был снят в 2009 году, но им пришлось принять несколько мер предосторожности, чтобы предотвратить чрезмерную зависимость молодежи. Но поскольку игровые автоматы предлагали недорогой способ играть без ПК, они всё же стали весьма востребованы, аналогично компьютерным играм в интернет-кафе. В результате, китайские геймеры часто стали посещать игровые залы с автоматами, чтобы поиграть в экшн-игры, особенно в файтинги, и иногда в нелицензионные варианты популярных ПК или мобильных игр, таких как Angry Birds или Plants vs. Zombies.

### Онлайн-игры (2004—2007)
Онлайн-игры стали вызывать серьёзную обеспокоенность у правительства примерно в 2007 году, вновь подняв проблему игровой зависимости, которая вызвала запрет консолей в 2000 году. В правительственном отчёте утверждалось, что 6 % подростков, то есть около 3,5 % населения страны, играют в онлайн-игры более 40 часов в неделю. Кроме того, разработчики должны были предусмотреть идентификацию геймеров при входе в систему. Однако во время реализации не все компании включили необходимые элементы управления, а также те опции, которые были включены, игроки научились обходить.
Большое количество геймеров в Китае покупали пиратское ПО, чтобы избежать затрат. В таких условиях компании-разработчики легальных игр должны были выпускать игры с низкой первоначальной стоимостью и рассчитывать на их монетизацию со временем. Поэтому многие китайские игры превратились в онлайн-игры, чтобы компенсировать затраты на разработку и получить прибыль с помощью многочисленные микротранзакции. Такие игры были рассчитаны на интернет-кафе. Это создало большое количество многопользовательских онлайн-игр (MMO) на китайском рынке и помогло установить доминирующее положение таких компаний, как Tencent, Perfect World и NetEase. Интернет-кафе стремительно открывались в крупных городах, где продолжался рост населения. Модель перехода в онлайн также переняли западные бесплатные игры и игры с оплатой по подписке, такие как League of Legends и World of Warcraft, что привело их к успеху. В это время китайские разработчики создавали многочисленные клоны таких популярных игр и предлагали их по более низкой цене, и такая ситуация сохраняется до сих пор.
В июле 2007 года правительство потребовало, чтобы разработчики онлайн-игр включали в программное обеспечение опции для борьбы с игроманией, в частности, отслеживали, как долго играют несовершеннолетние. Если несовершеннолетний играл более трёх часов подряд, игра должна была стереть половину любой игровой валюты и потерять все кредиты, если играли более пяти часов.

### Игры в соц. сетях и мобильные игры (2008—2014)
К 2007 году объём китайского рынка компьютерных игр, согласно оценкам, составил около 1,7 млрд долл. США, в игры были вовлечены около 42 млн человек, что на 60 % больше по сравнению с 2008г, главным образом благодаря онлайн-играм. На данном этапе влияние Китая на более крупный глобальный рынок, оцениваемый в 41,9 млрд долл. США, не считалось значительным, так как большая его часть всё ещё была обусловлена серым рынком клонов и пиратских игр. Тем не менее, быстрый рост стал предпосылкой того, что Китай будет занимать лидирующие позиции на мировом рынке игр в течение пяти лет.
Онлайн-игры проложили путь к росту популярности социальных сетевых игр в Китае примерно в 2007—2008 годах, учитывая, что игроки привыкли к бесплатной подписке. Китайская игра Весёлая ферма (2008 г.) была включена в список Wired 15 самых популярных игр десятилетия, особенно за то, что она «вдохновила дюжину клонов Facebook», наибольший успех из которых имела FarmVille.
По результатам опроса китайцев в 2011 году 8,8 % геймеров играют в компьютерные игры более 10 лет, около 60 % опрошенных — более 3 лет, а 74,8 % — меньше 10 часов в неделю. Несмотря на высокую популярность компьютерных игр в Китае, геймеры не склонны признаваться игровой зависимости.

### Снятие консольного бана (2014—2019)
До 2013 года в Китае существовал мораторий на продажу игровых консолей. Игровой рынок Китая в 2014 году оценивался почти в $18 млрд, а количество геймеров в 173 млн.
К 2016 году компьютерная индустрия приносила более 30 % валового внутреннего продукта Китая.
В последние годы китайцы большую часть времени стали уделять видеоиграм, число геймеров насчитывает около 350 миллионов, среди которых немало людей, которые страдают зависимостью от компьютерных игр. Китайское правительство по-прежнему жестко регулирует время за игрой у несовершеннолетних. Чтобы зарегистрироваться на игровом сайте, геймер должен пройти обязательную регистрацию: ввести паспортные данные, номер телефона и данные профиля местной соцсети. Такая процедура позволяет безошибочно идентифицировать пользователя, и в случае, ему меньше 18 лет, то игра будет недоступна с 10 вечера до 8 утра.
В 2018 году правительство проводило реорганизацию агентств, это задержало выход многочисленных релизов игр, что отразилось на экономических факторах в течение следующего года.
В 2019 году ввелись ограничения для геймеров возраста с 8 до 16 лет, в результате которых они могут тратить на игры не более 200 юаней в месяц.
Правительство Китая строго контролирует индустрию компьютерных игр. Все игры, выпущенные там, должны пройти процедуру одобрения государственными органами и подтвердить, что содержание соответствует ценностям нации. Кроме того, правительство опасается, что молодежь может стать зависимой от компьютерных игр, и требует, чтобы в играх были предусмотрены меры по борьбе с игроманией, ограничивающие игровое время.

## Место Китая в мировой индустрии компьютерных игр
Самый крупный вклад Китай делает в жанре MMORPG. В настоящее время только США может составить конкуренцию по объёму рынка видеоигр.

## Киберспортивные игры
Наряду с видеоиграми, Китай сделал серьёзные шаги в разработке киберспортивных игр, так как правительство осознало важность создания собственного бренда. Благодаря развитию киберспорта начались положительные изменения и в смежных областях. Так, например, разработки улучшили развитие системы электронной торговли. Киберспорт характерен высокими доходами как игроков так и организаторов различных турниров и соревнований. Киберспортивные игры собрали вокруг себя множество талантливых игроков со всего мира. В настоящее время существует большое количество киберспортивных игр, например: Hearthstone, DotA, Fortnite, Counter-Strike: Global Offensive и другие.